# Banksy
Banksy là bút danh của một nghệ sĩ graffiti, nhà hoạt động chính trị, đạo diễn phim và họa sĩ người Anh. Có suy đoán rằng nghệ sĩ người Thụy Sĩ Maître de Casson có thể là Banksy. Maître de Casson phủ nhận điều này trên trang web của mình.
Nghệ thuật đường phố mang tính trào phúng và những lời thơ trào phúng (epigram) mang khuynh hướng đối lập của Banksy kết hợp giữa nghệ thuật hài hước đen (dark humor) và graffiti thực hiện với một kĩ thuật dùng khuôn tô (stencil) mang tính đặc biệt. Những tác phẩm nghệ thuật về chính trị và bình luận xã hội như vậy xuất hiện trên khắp các đường phố, những bức tường và cây cầu ở các thành phố khác nhau trên khắp thế giới.
Các tác phẩm của Banksy được gộp vào trong nền văn hóa underground Bristol có liên quan đến những sự hợp tác giữa các nghệ sĩ và nhạc sĩ. Theo nhà thiết kế đồ họa Tristan Manco, tác giả của cuốn sách Home Sweet Home, Banksy "được sinh ra vào năm 1974 và lớn lên ở Bristol, Anh. Là con trai của một kỹ thuật viên máy photocopy, ông đã học nghề bán thịt, nhưng sau đó đã dành trọn thời gian vào graffiti trong thời gian diễn ra sự bùng nổ to lớn về nghệ thuật phun sơn Bristol (Bristol aerosol boom) cuối thập niên 1980." Các nhà quan sát đã ghi nhận rằng phong cách của ông có phần tương đồng với Blek le Rat, người bắt đầu thực hiện các tác phẩm với khuôn tô từ năm 1981 tại Paris. Banksy phát biểu rằng ông đã lấy cảm hứng từ "3D", một nghệ sĩ graffiti mà sau này là một thành viên sáng lập của Massive Attack.
Được biết đến với sự khinh thường của mình dành cho chính phủ trong việc đặt graffiti nằm trong chủ nghĩa xâm hại, Banksy thể hiện nghệ thuật của ông trên những bề mặt có thể hiển thị một cách công khai như bờ tường, thậm chí tiến xa hơn với việc tạo ra những phần chống đỡ mang tính vật lý. Banksy không bán hình ảnh hoặc bản sao tác phẩm graffiti đường phố của mình, nhưng những người bán đấu giá tác phẩm nghệ thuật được biết đã có những hành động cố gắng bán tác phẩm nghệ thuật đường phố nằm trên các địa điểm khác nhau của ông và phó thác việc gỡ bỏ chúng cho người thắng đấu giá. Bộ phim đầu tiên của Banksy, Exit Through the Gift Shop, được quảng cáo là "bộ phim mang chủ đề thảm họa (disaster film) về nghệ thuật đường phố đầu tiên trên thế giới", công chiếu lần đầu vào Liên hoan phim Sundance năm 2010. Bộ phim đã được phát hành tại Anh vào ngày 5 tháng 3 năm 2010. Tháng Giêng năm 2011, ông được đề cử cho Giải Oscar cho phim tài liệu hay nhất cho bộ phim này. Trong năm 2014, ông được trao giải nhân vật của năm của Webby Awards.

## Sự nghiệp

### Những năm đầu (1992–2001)
Banksy bắt đầu sự nghiệp như một nghệ sĩ graffiti tự do trong những năm 1990–1994 với vai trò thành viên DryBreadZ Crew (DBZ) của Bristol, với Kato và Tes. Ông đã lấy cảm hứng từ những nghệ sĩ địa phương và công việc của Banksy là một phần của bức tranh rộng lớn về nền văn hóa underground Bristol với Nick Walker, Inkie và 3D. Trong thời gian này, ông đã gặp Steve Lazarides, một nhiếp ảnh gia đến từ Bristol, người đã bắt đầu bán các tác phẩm của Banksy, và sau đó trở thành đại diện của ông. Từ khi bắt đầu sự nghiệp, Banksy cũng sử dụng các khuôn tô như một trong những yếu tố trong các tác phẩm tự do của mình. Đến năm 2000, ông bắt đầu chuyển sang nghệ thuật sử dụng khuôn tô, sau khi nhận ra rằng kĩ thuật này có thể giúp tiết kiệm thời gian tiêu tốn để hoàn thành một tác phẩm. Ông thừa nhận đã chuyển sang sử dụng kỹ thuật tô sơn bằng khuôn trong khi trốn chạy sự truy đuổi của cảnh sát đằng sau một chiếc xe tải chở rác, khi ông phát hiện một dãy số được tô bằng khuôn và bằng cách sử dụng kỹ thuật này, ông sớm được chú ý rộng rãi với các tác phẩm của mình ở khắp Bristol và London. Ông chơi bóng với Easton Cowboys and Cowgirls, một câu lạc bộ thể thao với mục đích từ thiện trong những năm 1990 và đi lưu diễn với câu lạc bộ này tới Mexico trong năm 2001. Bức tranh tường khổ lớn đầu tiên được biết đến của Banksy là The Mild Mild West (Phương Tây êm dịu), được vẽ vào năm 1997 để che phủ lên biển quảng cáo cũ của một văn phòng cố vấn pháp luật trong quá khứ nằm trên đại lộ Stokes Croft, Bristol. Bức tranh mô tả một con gấu bông đang ném một quả bom xăng vào ba cảnh sát chống bạo động (riot police).
Các bức tranh tô khuôn của Banksy nổi bật bằng những hình ảnh hài hước và ấn tượng, đôi khi kết hợp với những khẩu hiệu. Thông điệp thường là chống chiến tranh, chống tư bản chủ nghĩa hoặc chống nhà cầm quyền (anti-establishment). Đối tượng thường bao gồm chuột, khỉ, cảnh sát, binh sĩ, trẻ em và người già.
Tháng 7 năm 2011, một trong những tác phẩm đầu tiên của Banksy, Gorilla in a Pink Mask (Gorilla trong chiếc Mặt nạ Hồng), mà đã là một địa điểm nổi bật trên bức tường bên ngoài một câu lạc bộ xã hội cũ ở Eastville trong hơn mười năm, đã vô tình bị sơn phủ lên sau khi các cơ sở đã trở thành một trung tâm văn hóa về Hồi giáo.